# Goussonville
Goussonville ist eine Gemeinde im französischen Département Yvelines in der Region Île-de-France. Sie gehört zum Kanton Bonnières-sur-Seine im Arrondissement Mantes-la-Jolie. Sie grenzt im Norden an Guerville, im Nordosten an Mézières-sur-Seine, im Osten an Épône, im Südosten an Jumeauville, im Süden an Hargeville, im Südwesten an Arnouville-lès-Mantes und im Westen an Boinville-en-Mantois.

## Bevölkerungsentwicklung
| Jahr      | 1962 | 1968 | 1975 | 1982 | 1990 | 1999 | 2008 | 2014 |
| --------- | ---- | ---- | ---- | ---- | ---- | ---- | ---- | ---- |
| Einwohner | 232  | 232  | 256  | 362  | 466  | 557  | 600  | 614  |

## Sehenswürdigkeiten
Siehe auch: Liste der Monuments historiques in Goussonville

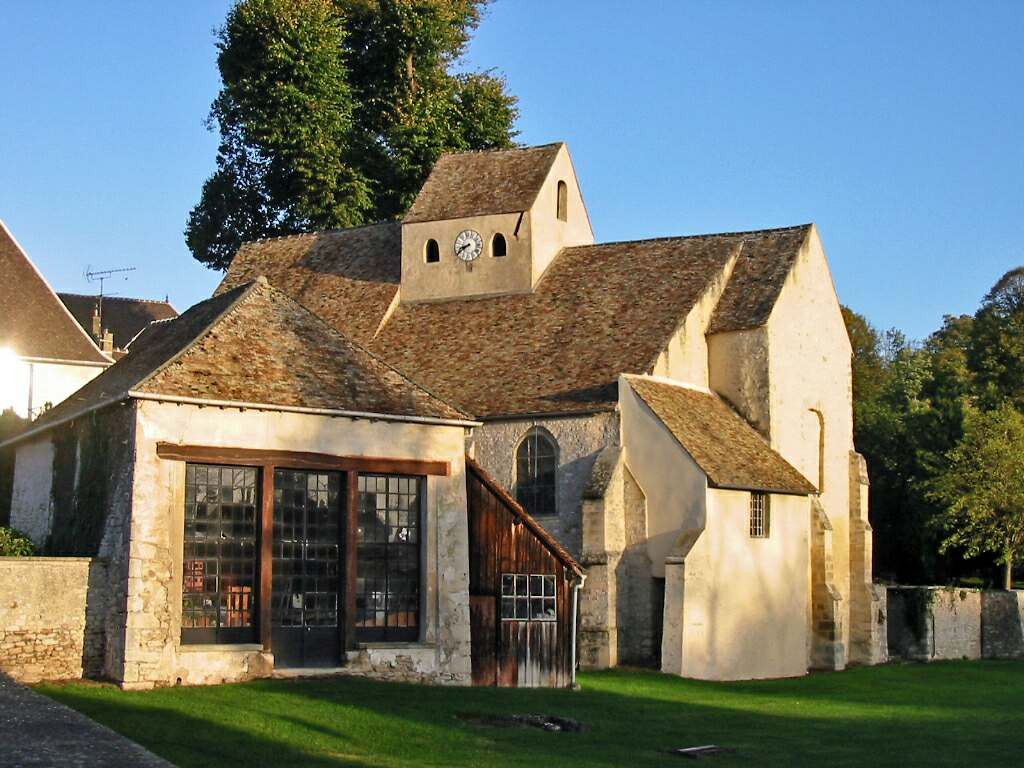
Lavoir
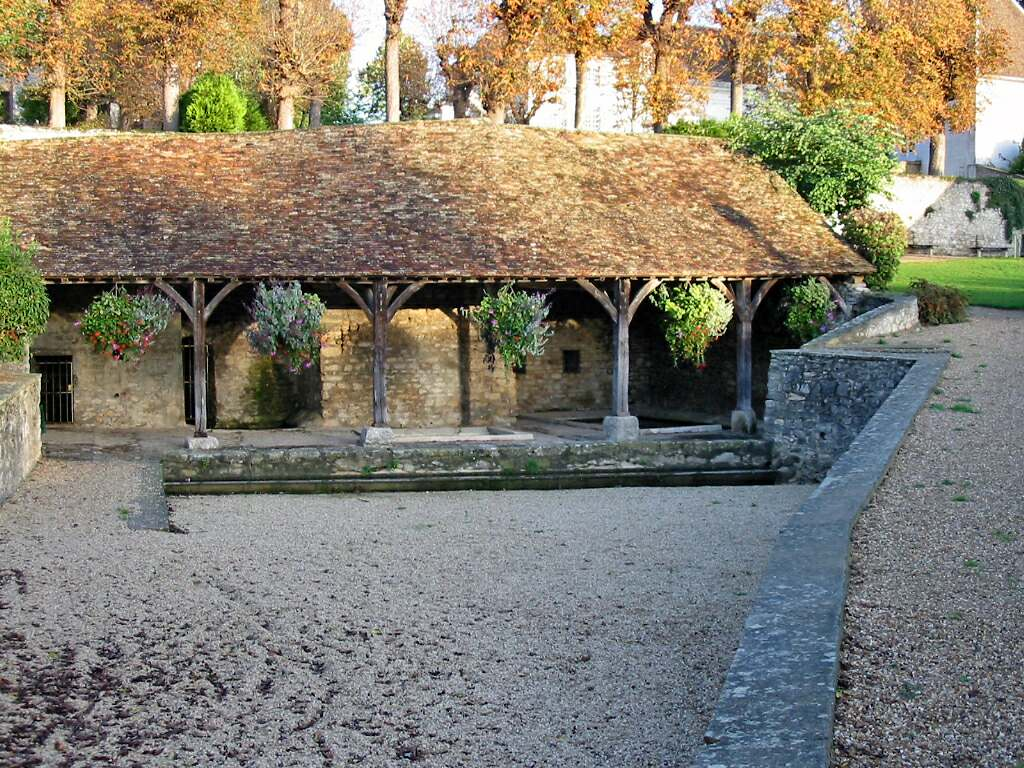
Kirche Saint-Denis

- Kirche Saint-Denis
- Lavoir